# 陈建国 (1957年)
陈建国（1957年9月—），男，中华人民共和国政治人物，曾任中国农工民主党中央委员会常务委员、秘书长，第十二届全国政协委员。